# Russificazione della Polonia
La russificazione della Polonia (in polacco: Rusyfikacja na ziemiach polskich) fu un tentativo di assimilazione della cultura polacca tra il XIX secolo e il XX secolo nel Regno del Congresso che venne interrotta solo dopo la guerra russo-giapponese e la prima guerra mondiale. L'assimilazione culturale si fece sentire nei territori annessi all'Impero russo prima del 1795.

## Storia

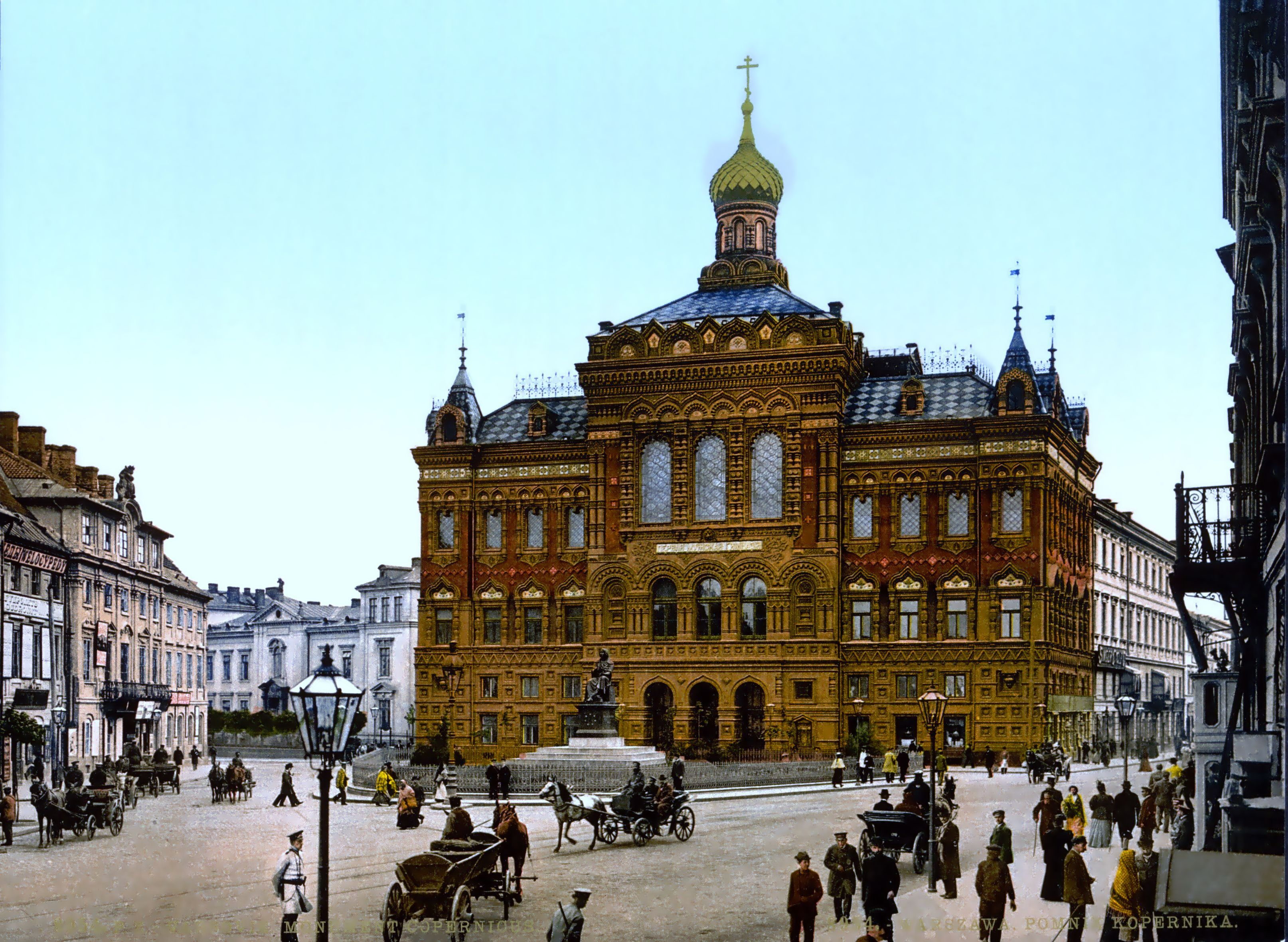
Il Palazzo Staszic a Varsavia, simbolo della russificazione.

L'assimilazione dei polacchi cominciò dopo la rivolta di novembre nel 1830 con l'abolizione della Costituzione e vennero gradualmente sottoposti all'autorità di San Pietroburgo. Nel 1832 con l'implementazione dello Statuto Organico, il Sejm venne sciolto assieme alle forze armate del Regno. Vennero introdotte le istituzioni russe e ogni aderente alla rivolta subì l'espropriazione della proprietà fondiaria. Tra il 1832 e il 1834 lo zar Nicola I, tramite prerogativa reale, deportò migliaia di polacchi in Siberia dalla Volinia e dalla Podolia. Nel 1833 venne introdotta la legge marziale. Le decisioni venivano prese principalmente dal Namestnik Ivan Paskevič. Nel Consiglio di Stato (esistente fino al 1914) i deputati erano in maggioranza russi. L'Università di Vilnius e tutte le scuole polacche così come i teatri, le società e i periodici. Nel 1837 i voivodati vennero trasformati in governatorati, uniformandosi alla Russia. Nel 1839 le Chiese cattoliche di rito orientale vennero chiuse, i fedeli e i sacerdoti vennero costretti a convertirsi alla Chiesa ortodossa. Il sistema monetario russo venne introdotto nel 1841, seguito dal codice russo nel 1847. La prossima mossa consistette nel subordinare la Polonia russa a Ivan Paskevič. L'assimilazione venne intensificata dopo la rivolta di gennaio nel 1863 con la russificazione delle istituzioni amministrative ed educative e la Chiesa cattolica subì delle restrizioni, con le sue terre confiscate per aver appoggiato la ribellione, così come per i partecipanti alla rivolta e i proprietari terrieri dovevano pagare una tassa sulla loro proprietà. I nomi delle città polacche vennero cambiati per farli sembrare più russi. Nel 1869 il russo divenne l'unica lingua amministrativa e giudiziaria. Tra il 1869 e il 1885 il polacco venne rimpiazzato come lingua d'insegnamento. Solamente la religione era in polacco. Avvenne un tentativo di introduzione del cirillico. Nel 1874 il Namestnik venne rimpiazzato dal governatore generale che governava il distretto militare di Varsavia, che comprendeva tutta la Polonia. La figura più importante della russificazione fu Aleksander Apuchtin, che introdusse la formazione di informatori qualificati e l'incrocio doppio degli studenti, che svolse un ruolo fondamentale nel vigilare le scuole. Nel gennaio 1874 i soldati russi uccisero 23 uniati a Drelów e a Pratulin. I polacchi vennero espulsi e le loro proprietà vennero confiscate. Nel 1875 la procedura giudiziaria polacca venne sostituita da quella russa. Fino al 1914 la Polonia venne sottoposta a "leggi straordinarie" con i quali il Governatore generale poteva condurre un individuo in giudizio a una corte marziale oppure deportarlo in Siberia come "politico sospetto". Nel 1885 la Banca del Regno del Congresso venne sostituita dalla quella russa. Ai polacchi fu proibito possedere latifondi o terre coltivabili.